# Arles Castro
Arles Antonio Castro Laverde (nascido em 17 de julho de 1979, em Urrao) é um ciclista profissional colombiano. Competiu nos Jogos Olímpicos de Verão de 2012, nos Jogos Pan-Americanos de 2007 (Brasil) e da edição de 2015 (Canadá).